# Shamrock (filipiński zespół muzyczny)
Shamrock – filipiński zespół muzyczny grający rock alternatywny. Został założony w 2002 roku.
W skład formacji wchodzą: wokalista Marc Tupaz, perkusista Harald Huyssen, basista Sam Santos oraz gitarzysta Nico Capistrano. Wylansowali takie utwory jak „Alipin”, „Nandito Lang Ako Haplos” i „Pagkakataon”.
Grupa nagrała podkład muzyczny do czołówek wielu seriali telewizyjnych, w tym Captain Barbel, Jumong i Jewel in the Palace.

## Dyskografia
Albumy
- 2005: Are You Serious?
- 2007: Barkada
- 2008: Ikaw Lang
- 2010: Shamrock
- 2012: Legacy